# La Nueva Tenochtitlán
La Nueva Tenochtitlán är en ort i Mexiko.   Den ligger i kommunen San Miguel Amatitlán och delstaten Oaxaca, i den sydöstra delen av landet, 210 km sydost om huvudstaden Mexico City. La Nueva Tenochtitlán ligger 1 385 meter över havet och antalet invånare är 183.
Terrängen runt La Nueva Tenochtitlán är kuperad, och sluttar brant västerut. Runt La Nueva Tenochtitlán är det ganska glesbefolkat, med 30 invånare per kvadratkilometer. Närmaste större samhälle är Mariscala de Juárez, 8,4 km väster om La Nueva Tenochtitlán. I omgivningarna runt La Nueva Tenochtitlán växer huvudsakligen savannskog.